# Втрати 27-ї реактивної артилерійської бригади
В статті описано деталі загибелі бійців 27-ї реактивної артилерійської бригади у російсько-українській війні.

## Звіти
Станом на 14 травня 2015 року загинуло 26 бійців з'єднання.

## Список загиблих
1. 13 квітня 2014 при русі військової колони загинули солдати Аранчій Максим Олегович і
2. Вдовенко Олексій Віталійович.
3. у ніч на 5 серпня у бою під Горлівкою загинув молодший сержант Кутовий Вадим Борисович, нагороджений орденом «За мужність» III ступеня (посмертно).
4. 6 серпня — солдат Шляхтич Олександр Валентинович, нагороджений орденом «За мужність» III ступеня (посмертно).
5. 27 серпня під Старогнатівкою загинув солдат Вербицький Олексій Миколайович, нагороджений орденом «За мужність» III ступеня (посмертно).
6. 31 серпня у боях під Щастям загинув старший солдат Стеценко Вадим Олександрович, нагороджений орденом «За мужність» III ступеня (посмертно).
4 вересня 2014-го у Сумській області оголошено 3-денну жалобу — 3 вересня у Луганській області біля Старобільська через обстріл з території Російської Федерації реактивними системами залпового вогню «Смерч» загинуло від 15 до 18 бійців Сумського реактивного полку. Усі посмертно нагороджені орденом «За мужність» III ступеня:
7. солдат Авраменко Сергій Григорович
8. сержант Андра Руслан Романович
9. старший лейтенант Бей Віталій Миколайович, нагороджений 27 червня 2015 року орденом Богдана Хмельницького III ступеня (посмертно)
10. молодший сержант Брисенко Богдан Миколайович
11. старший сержант Буйвало Олександр Миколайович
12. прапорщик Вихристюк Сергій Григорович
13. солдат Грибеник Сергій Вікторович
14. старший солдат Завальний Ігор Юрійович
15. молодший сержант Калюжний Олексій Володимирович
16. старший солдат Переяслов Володимир Євгенович
17. солдат Колот Микола Миколайович
18. солдат Куценко Сергій Вікторович
19. солдат Матвієвський Іван Володимирович
20. старший лейтенант Осипов Микола Іванович, нагороджений 27 червня 2015 року орденом Богдана Хмельницького III ступеня (посмертно)
21. солдат Площик Роман Вікторович
22. солдат Шовтута Олександр Іванович
23. 10 вересня від ран, отриманих 3 вересня помер молодший сержант Дудка Володимир Андрійович
24. 10 жовтня 2014-го загинув солдат Палешко Сергій В'ячеславович[2]
25. 25 листопада 2014 від серцевого нападу в зоні бойових дій помер старший лейтенант Скоропис Михайло Васильович[3]
26. 26 на 14 травня 2015 року
27. Лукашук Микола Миколайович, солдат, 11 червня 2015, поблизу Артемівська від кулі снайпера[4].
28. Філоненко Володимир Миколайович, солдат, 20 серпня 2015, Богородичне Слов'янського району Донецької області[5].
29. Морозов Микола Петрович, старший сержант, 8 серпня 2015[6].
30. Самойленко Віктор Сергійович, солдат, 9 квітня 2016, помер під час несення служби від пневмонії[7].
31. Мельничук Володимир Данилович(інші мови), старший лейтенант, 19 серпня 2016, під час виконання бойового завдання в зоні проведення АТО[8][9].
32. Марусенко Василь Володимирович, офіцер-психолог, раптово помер 24 січня 2019[10].
33. Старший сержант Перекрьостов Володимир Миколайович, помер 30 липня 2020 в казармі підрозділу у селі Вірівка на Донеччині внаслідок гострої серцево-судинної недостатності[11].
34. Педич Володимир Олексійович, сержант, 7 березня 2022[12].
35. 5 жовтня 2023 передчасно помер молодший лейтенант Усатих Анатолій Станіславович.
36. 13 березня 2024 року у власній квартирі від влучання БпЛА загинув майор Савченко Денис Сергійович (інші мови).[13]
37. 13 квітня 2025 року загинув командир бригади, полковник Юла́ Юрій Андрійович, кавалер Ордена Богдана Хмельницького III ступеня (22 січня 2015 року).